# محمد سلطانی‌مهر
محمد سلطانی‌ مهر (زادهٔ ۱۵ بهمن ۱۳۷۷ در تهران) بازیکن فوتبال اهل ایران است که در پست هافبک دفاعی بازی می‌کند.
در سال ۱۳۹۵ روزنامه گاردین وی را یکی از ۶۰ استعداد برتر زیر ۱۸ سال فوتبال دنیا معرفی کرد.

## سوابق باشگاهی
سایپا
فوتبال حرفه ای خود را از باشگاه فوتبال سایپا آغاز کرد و به مدت ۵ فصل در این‌ تیم حضور داشت.
شاهین بوشهر
در سال ۲۰۲۰ به مدت دو فصل به باشگاه فوتبال شاهین بوشهر حاضر در لیگ آزادگان حضور داشت.
ذوب‌آهن اصفهان
اوج درخشش سلطانی مهر در باشگاه فوتبال ذوب‌آهن اصفهان بود و در مدت دو فصل حضور ۵۵ بازی برای این باشگاه اصفهانی انجام داد.
استقلال خوزستان
در فصل جدید  به باشگاه فوتبال استقلال خوزستان پیوست و زیر نظر سید سیروس پورموسوی سرمربی وقت این باشگاه مشغول به بازی است.